# Saint-Nicolas-d'Aliermont
Saint-Nicolas-d’Aliermont là một xã thuộc tỉnh Seine-Maritime trong vùng Normandie miền bắc nước Pháp.

### Huy hiệu
| Arms of Saint-Nicolas-d'Aliermont | The arms of Saint-Nicolas-d'Aliermont are blazoned: Gules, an episcopal crozier argent between an hourglass and a toothed wheel of 8 spokes Or. |

## Dân số
| 1962                                            | 1968 | 1975 | 1982 | 1990 | 1999 | 2006 |
| ----------------------------------------------- | ---- | ---- | ---- | ---- | ---- | ---- |
| 2635                                            | 3216 | 3614 | 3964 | 4055 | 3862 | 3843 |
| Starting in 1962: Population without duplicates |      |      |      |      |      |      |